# Jay Miner
Jay Glenn Miner (Prescott, Arizona, 1932. május 31. – Mountain View, Kalifornia, 1994. június 20.) amerikai villamosmérnök, aki integrált áramkörök, ezen belül is elsősorban multimédia chipek tervezésével foglalkozott az Atarinál, majd onnan kilépve megtervezte és útjára indította az Amigát, melynek okán „az Amiga atyjának” is nevezik.

## Magánélete
Jay G. Miner, ahogy saját maga használta nevét, az arizonai Prescottból származott, de Dél-Kaliforniában nőtt fel. A koreai háború idején Connecticutban, a grotoni tengeralattjáró-bázison szolgált az Egyesült Államok Parti Őrsége kötelékében, ahol elektronikai képzésen vett részt. Grotonban ismerte meg Caroline Poplawskit, akit 1952-ben feleségül vett. Hároméves katonai szolgálat után feleségével visszaköltözött Kaliforniába és 1958-ban a Kaliforniai Egyetem Berkeley kampuszán villamosmérnök diplomát szerzett.
Mitchy névre hallgató cockapoo kutyáját mindenhova magával vitte. Az Atarinál a kutyának külön szolgálati jelvénye volt és az Amiga 1000 burkolatának belső felén a fejlesztők aláírásai mellett Mitchy dombornyomott mancslenyomata is látható.
Jay Miner élete nagy részében veseelégtelenséggel küzdött, folyamatosan vesedialízisre kellett járnia. 1990-ben Miner húga, Joyce Beers egyik saját veséjét adta bátyjának, mely további négy évvel hosszabbította meg életét. Kedvelte a bonszai-okat, hobbija volt a repülőgép-modellezés és a hátizsákos túrázás. Halálát veseelégtelenségéhez kapcsolódó szövődmények okozták, mindössze két hónappal a Commodore csődjének bejelentése után.

## Szakmai tevékenységei
A diplomaszerzés utáni több, mint 10 évet több kisebb nagyobb cégnél töltötte, nem egy köztük startup vállalkozás volt. Digitális voltmérőket, számológépeket, orvosi műszereket tervezett, mint például egy távvezérelhető szívritmus-szabályozót. Az orvosi műszerek fejlesztését az 1980-as években is folytatta, már az Amiga Corporation mellett és több szabadalmat is jegyez ezen a téren.

### Atari
Az 1970-es évek második felétől dolgozott az Atarinál, ahol első sikere az Atari 2600, illetve Atari VCS videójáték-konzol lelkét képező TIA custom chipet, mely a grafikus megjelenítés mellett, a hangeffektusokért és a bemeneti eszközök kezeléséért felelt. Ezek után vezetői kinevezést kapott és már az irányítása alatt fejlesztették ki a 8-bites Atarikban, így az Atari 5200-ban használt ANTIC és a CTIA custom chipeket, melyek szabadalmi bejegyzésében fejlesztőként van megnevezve, mások mellett.

### Hi-Toro, Amiga Corporation
Az 1980-as évek elején többedmagával otthagyta az Atarit, mert elégedetlenek voltak az akkori vezetéssel. A kilépők alapították meg 1982 szeptemberében a Hi-Toro nevű céget a kaliforniai Santa Clarában és egy új lapkakészlet (chipset) és játékkonzol fejlesztésébe kezdtek. A „Lorraine” kódnéven futó projekt célja egy Motorola 68000-es mikroprocesszoron alapuló játékkonzol kifejlesztése volt, mely ugyanakkor teljes értékű számítógéppé is továbbfejleszthető. A projekthez szüksége pénzügyi források előteremtése érdekében a rövidesen Amiga Corporationre keresztelt cégben az akkor piacon lévő játékkonzolokhoz (mint például az Atari 2600) joystickokat, játék cartridge-okat és olyan fura bemeneti perifériákat, mint a Joyboard, melyet a játékos ráállva tudott használni. Az Atari anyagilag is támogatta a csapat erőfeszítéseit egy 500 000 dolláros tőkebefektetéssel. A szándékuk ezzel az volt, hogy első felhasználó legyenek az előkészületben lévő lapkakészletnek.
Komoly pénzügyi nehézségekkel szembesült az Amiga Corp. 1984 elejére, így az egész tavasz befektetők keresésével telt. Tárgyaltak a Commodore-tól frissen kilépett Jack Tramiellel, akit csak a chipset érdekelt, a csapat nem, így a tárgyalások meghiúsultak. Amikor aztán 1984 nyarán Tramiel felvásárolta az Atarit, az Amigánál felgyorsultak az események és azonnal tárgyalásokat kezdtek a Commodore-ral, amely gyorsan kifizette az Atarinak a korábbi befektetését, felvásárolta az Amiga Corp.-ot és folytatta a Lorraine projektet. A két cég hosszú évekig kölcsönös pereskedésbe merült, melyből végül a Commodore került ki győztesen.

### Commodore
Miner néhány évig dolgozott a már Commodore tulajdonban lévő Amiga-csapattal a szilícium-völgybeli Los Gatosban. Sikeresek voltak ezek a kezdeti évek, de amint a Commodore felsővezetésében változások történtek (Thomas Rattigan színre lépése), az eredeti Amiga-csapat marginalizálódott és sokuktól megváltak, vagy maguk mondtak fel, mígnem az egész los gatosi irodát bezárták, a megmaradt csapat pedig az amerikai központba került. Miner tanácsadóként dolgozott tovább a Commodore-nak, egészen annak csődjéig. Az Amiga-felhasználók között csak „Padre”-ként, vagy „az Amiga atyja”-ként volt ismert.

## Fordítás
- Ez a szócikk részben vagy egészben  a   Jay Miner című angol Wikipédia-szócikk fordításán alapul.  Az eredeti cikk szerkesztőit annak laptörténete sorolja fel. Ez a jelzés csupán a megfogalmazás eredetét és a szerzői jogokat jelzi, nem szolgál a cikkben szereplő információk forrásmegjelöléseként.